# Mitsubishi T-2
Мицубиси T-2 (яп. 三菱 T-2, англ. Mitsubishi T-2) — японский учебно-боевой самолёт, разработанный компанией Mitsubishi для Воздушных сил самообороны Японии. Самолёт стал вторым реактивным тренировочным самолётом в Японии, и был первым Японским сверхзвуковым самолётом.

## История
В 1967 году компания Мицубиси была выбрана главным подрядчиком разработки нового учебно-боевого самолёта для Сил самообороны Японии. Главным конструктором самолёта стал доктор Кэндзи Икэда. После полноразмерного макетирования в январе 1969 года в марте был окончательно утверждён проект самолёта. В марте 1970 был заключен контракт на производство первого прототипа XT-2 (№19-5101), выкатка которого состоялась 28 апреля 1971 года, а первый полёт он совершил 20 июля 1971 года под управлением пилотов Кэнсиро Эндо и Мицуи Сато. 19 ноября того же года в 30 полёте прототип впервые превысил скорость звука в горизонтальном полёте. Второй прототип (№25-5102) впервые взлетел 9 декабря 1971. Для летных испытаний в ВВС самолёты были переданы в декабре 1971 и марте 1972 соответственно. Статические испытания конструкции самолёта прошли в марте 1971.
В 1970 были заказаны ещё два прототипа для лётных испытаний, которые впервые поднялись в воздух 28 апреля и 20 июля 1972. Лётные испытания T-2 были завершены в марте 1974 года, усталостные - в январе 1975 года.
В производстве самолёта участвовали четыре компании. Мицубиси (англ. Mitsubishi), как главный подрядчик, отвечала за изготовление фюзеляжа, окончательную сборку и лётные испытания нового самолёта. Компания Фудзи (англ. Fuji) изготавливала крыло, Ниппи (англ. Nippi) - пилоны и пусковые установки, а Син Миэва (с англ. — «Син Миэва») - хвостовое оперение и подвесные топливные баки.
Первый серийный самолёт из 42 заказанных был поставлен в марте 1975 в 4 авиакрыло на авиабазе Мацусима. Всего в 1975 году было поставлено 20 самолётов, ещё по 11 — в 1976 и 1977 годах. Из них 31 самолёт был изготовлен в учебном варианте, 11 в учебно-боевом. Новыми самолётами вооружили 211 и 212 эскадрильи ВВС Сил самообороны. Всего было изготовлено 90 самолётов, из которых 28 были невооружёнными учебно-тренировочными T-2(Z) от ранний тип (англ. Zenkigata), а 62 - учебно-боевыми T-2(K) от поздний тип (англ. Kokigata). Два самолёта T-2(Z) стали прототипами ударного самолёта F-1, получив обозначение FS-T2-KAI. Последний T-2 был изготовлен в 1988 году.

## Модификации
- XT-2 — прототип. Построено 4 экземпляра.
- T-2(Z) — модификация учебно-тренировочная (без вооружения). Построено 24 экземпляра.
- T-2(K) — модификация учебно-боевая (с вооружением). Построено 62 экземпляров.
- T-2CCV — экспериментальная версия. Построен из третьего прототипа.

## Операторы
- Япония - снят с вооружения

## Тактико-технические характеристики
Приведённые характеристики соответствуют модификации T-2(K).
Источник данных: Taylor, John W. R., 1975.

Технические характеристики
- Экипаж: 2 человека
- Длина: 17,86 м
- Размах крыла: 7,87 м
- Высота: 4,445 м
- Площадь крыла: 21,18 м²
- Коэффициент удлинения крыла: 3
- Стреловидность по передней кромке: 68°
- Профиль крыла: NACA 64 mod
- База шасси: 5,70 м
- Колея шасси: 2,7 м
- Масса пустого: 6 197 кг
- Нормальная взлётная масса: 9 675 кг (без подвесок)
- Максимальная взлётная масса: 12 800 кг
- Объём топливных баков: 3 823 л
- Силовая установка:  ×  
  - Бесфорсажная тяга:  × 2 × 20,6 кН
  - Форсажная тяга:  × 2 × 31,8 кН

Лётные характеристики
- Максимальная скорость: 1 700 км/ч[2] на высоте 10 975 м (1,6М)
- Перегоночная дальность: 2870 км (с ПТБ)
- Практический потолок: 15 240 м
- Скороподъёмность: 178 м/с

Вооружение
- Стрелково-пушечное: 1 × 20 мм пушка JM61
- Точки подвески: 7 (один под фюзеляжем, 4 под крылом и 2 на законцовках крыла для ракет «В-В»)